# 王蘊 (劉宋)
王蕴（？—477年），字彦深，小字阿答，琅邪临沂人。南朝宋宁朔将军、湘州刺史。王僧朗的孙子，王彧之兄王楷子。

## 生平
王蘊父親王楷人才凡劣，所以王蕴不被人们礼遇，常感到羞耻。王蘊家贫窮，在擔任广德令時碰上宋明帝即位，但四方拥戴晉安王刘子勋為帝，王蕴為了憑軍事改變處境，遂抓住機會起兵支持宋明帝，並常常撫刀說：“龙泉太阿，汝知我者。”遂假宁朔将军，建安王刘休仁司徒参军，广德令如故。叔父王彧不高兴，对他说：“阿答，汝灭我门户。”王蕴回答：“答与童乌（王绚小字）贵贱异。”宋明帝最終取勝，遂以功封吉阳县男，食邑三百户。历任中书郎、黄门郎、晉陵太守及義興太守，但王蘊為官卻處處貪賄放縱，將被收捕治罪，因为太后王貞風的缘故，只是免官。宋後废帝元徽初年，王蘊再當上给事黄门侍郎，後轉東陽太守。但他未到郡就任就遇上桂阳王刘休范进犯京城。當時叛軍進攻朱雀門，右衞將軍王道隆兵敗被殺，王蘊亦力戰受重傷跌在河渠裏，幸得人救起。同年叛軍被平定，王蕴转任侍中。然而在亂時開東府門迎叛軍的抚军长史褚澄卻轉为吴郡太守，司徒左长史萧惠明说：“褚澄开城纳贼，为大郡太守，王蕴被甲死战，弃而不收，赏罚如此，何忧不乱！”時主朝政的褚澄兄褚淵感惭愧，遂用王蕴为宁朔将军、湘州刺史。
王蕴轻躁薄行，当时沈攸之为荊州刺史，王蕴和他交好。時以「四貴」之一掌握朝政的權臣蕭道成是沈攸之政敵，王蘊遂與攸之圖謀推翻他。王蘊藉母亲去世，罷官還都的機會，在巴陵停留十余日，期間和沈攸之商定圖謀。当时蕭道成世子萧赜为郢州行事，王蕴至郢州，想要除掉萧赜，据夏口，与荆州联合。萧赜察觉其意，称病不往，王蕴之计不得行，只能回到建康。昇明元年（477年）十二月，沈攸之於荊州起兵，當時王蘊與司徒袁粲等人秘密结谋，打算響應攸之。原本計劃是袁粲據守石頭城，在晚間尚書令劉秉及任侯伯等將領入赴石頭後據石頭城起兵，另配合宮內劉韞及卜伯興率宿衞軍進攻守朝堂的蕭道成以及出兵新亭的黃回一起行動。可時劉秉卻因恐懼而過早赴石頭城，最終令計劃完全敗露，王蘊知劉秉入石頭後就知圖謀要失敗了，只好倉卒領兵前去石頭城，但被蕭道成安放在石頭牽制袁粲的薛淵阻在南門外，王蘊於是知袁粲已敗，散眾而走，逃到鬪场被擒，在秣陵市被斩。